# Nikolaistraße (Weißenfels)

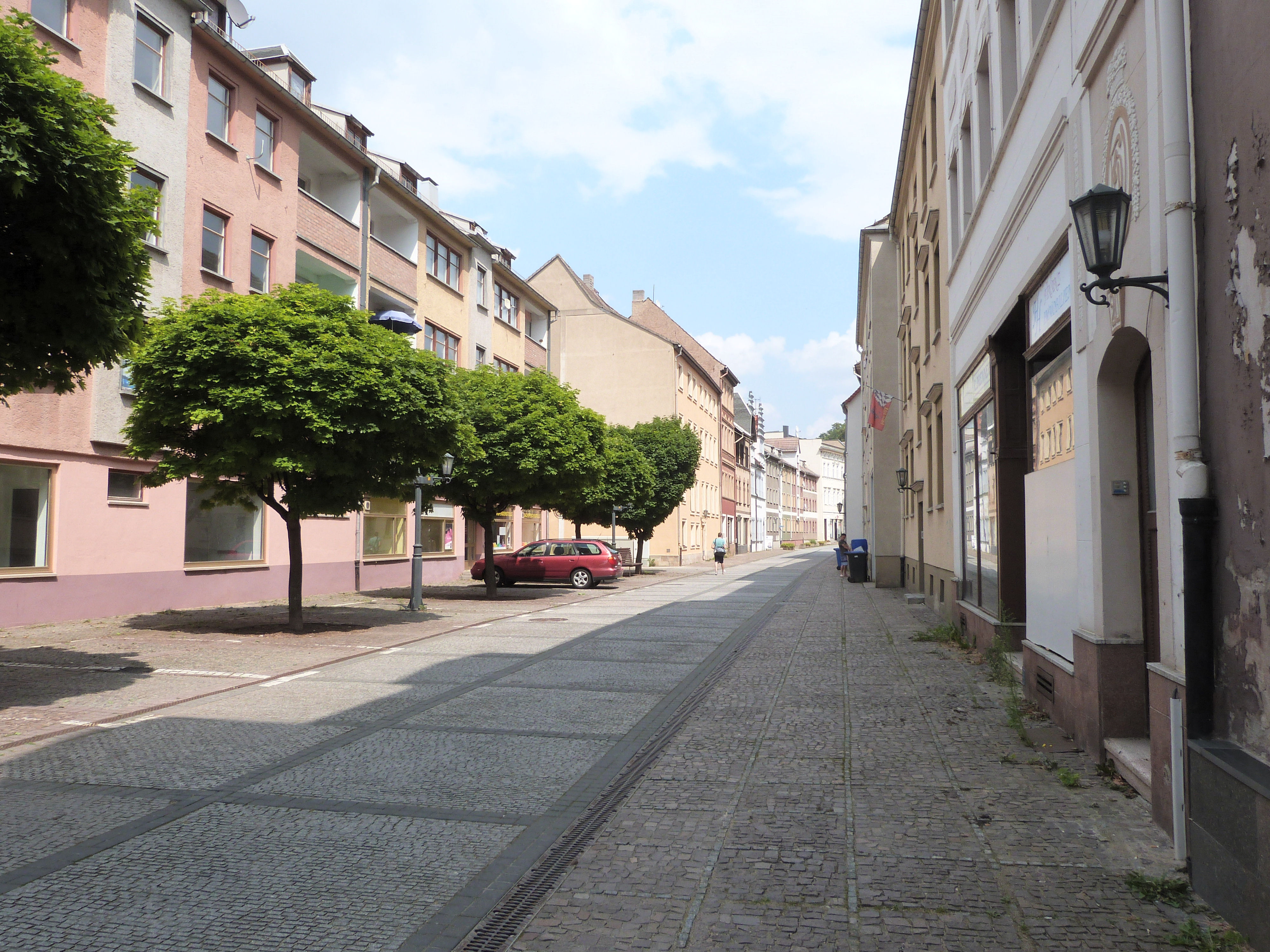
Nikolaistraße in Weißenfels

Die Nikolaistraße ist ein Denkmalbereich in der Stadt Weißenfels in Sachsen-Anhalt. Im örtlichen Denkmalverzeichnis ist die Straße unter der Erfassungsnummer 094 08939 verzeichnet.

## Allgemeines
In der Nikolaistraße in Weißenfels befinden sich viele unter Denkmalschutz stehende Gebäude, daher wurde die Straße zu einem Denkmalbereich erklärt. Einige der Gebäude sind unter einer eigenen Erfassungsnummer im örtlichen Denkmalverzeichnis eingetragen, andere gehören nur zum Denkmalbereich ohne eine eigene Erfassungsnummer. Direkt neben der Straße befindet sich der Stadtpark.

## Gebäude

### Gebäude mit Erfassungsnummer
- Hausnummer 1, Wohnhaus
- Hausnummer 4, Gasthof
- Hausnummer 10, Gasthof Zum goldenen Hirsch
- Hausnummer 12, Gasthof Zum Schusterjungen
- Hausnummer 13, Heinrich-Schütz-Haus
- Hausnummer 20, Wohnhaus
- Hausnummer 22, Wohnhaus
- Hausnummer 32, Wohnhaus
- Hausnummer 39, Hofmarschallhaus
- Hausnummer 43, Wohnhaus
- Hausnummer 51, Jägerhof

## Klosterbrunnen
Gegenüber dem Heinrich-Schütz-Haus und vor dem Gasthof Zum Goldenen Esel steht ein Brunnen. Den Namen Klosterbrunnen erhielt er, da er ursprünglich im Innenhof des Klosters Sankt Claren stand und erst später an diesen Standort versetzt wurde. Bei der Umsetzung des Brunnens wurden aber die technischen Voraussetzungen für einen Anschluss nicht geschaffen und so ist aus dem Brunnen seit der Umsetzung kein Wasser mehr gesprudelt.